# Bit Khamban
Bit Khamban, Bit Hamban o Bīt-Ḫamban fou un principat situat cap a la part nord del Diyala, i una part també al sud (fins Hulwand), a l'oest de la moderna Kermansah i nord de Luristan (Lorestān).
El 856 aC el rei Salmanassar III (859-824 aC) va fer una expedició a Zamua, governada llavors pel príncep Nigdiara (Nikdera). Els assiris conqueriren Ida'a i altres ciutats al sud del llac Urmia. El 844 aC va fer una segona expedició contra Zamua (probablement per recaptar el tribu), i a Namri que llavors estava governada per un príncep de nom Marduk-shum-udanmiq, d'origen babiloni, que fou expulsat pels assiris i un príncep local del districte de Bit Khamban, conegut com a Yanzu (que segurament era un títol i no un nom) fou posat al seu lloc. Al cap de 8 anys (836 aC) el nou príncep va refusar pagar el tribut anual i el rei Salmanassar va creuar el Zab i va envair altre cop el país. Yanzu va fugir a les muntanyes i el país fou assolat i deixat buit. Yanzu fou fet presoner i portat a Assíria.
El 744 aC Teglatfalassar III va dirigir les seves forces a Namri i Mataa. Hordes de gent de Namri havien fet incursions a Assíria durant els darrers anys. Teglatfalassar va entrar el país a través de Bit-Zatti, Bit-Abdadani, Arziah, i altres districtes cap a Nishai; els districtes de Bit-Sumurzu i Bit-Khamban foren agregats al territori assiri i es van nomenar governadors. El 737 aC es va haver de fer una nova expedició a Namri i a Mataa. Els districtes arameus de Bit Sanguibuti, Bit Khamban i Sumurzu foren assolats i els assiris van trobar ferotge resistència per part del príncep de Bit Kabri, l'antecessor del qual, Battanu, ja s'havia destacat a la lluita el 744 aC.